# Euphorbia petraea
Euphorbia petraea S.Carter es una especie fanerógama perteneciente a la familia de las euforbiáceas. Es endémica de Uganda.

## Descripción
Es una planta suculenta decumbente arbusto densamente ramificado desde la base, poco ramificado arriba, que alcanza un tamaño de 60 cm de altura, las ramas con 4 (-5) ángulo  de 1-2 cm de grosor; ángulos  dentados, con dientes de 8-15 mm; espinosas.

## Ecología
Se encuentran en las rocas y cantos rodados, escasa en los matorrales caducifolios ; a una altitud de 950-1850 metros.
Cultivado por los coleccionistas.
Es cercana a Euphorbia heterochroma.

## Taxonomía
Euphorbia petraea fue descrita por Susan Carter Holmes y publicado en Hooker's Icones Plantarum 39: t.3871. 1982.
Etimología
Euphorbia: nombre genérico que deriva del médico griego del rey Juba II de Mauritania (52 a 50 a. C. - 23), Euphorbus, en su honor – o en alusión a su gran vientre –  ya que usaba médicamente Euphorbia resinifera. En 1753 Carlos Linneo asignó el nombre a todo el género.
petraea: epíteto latino que significa "que crece en las rocas".